# Ḩājj ‘Azīzollāh
Ḩājj ‘Azīzollāh (persiska: حاج عزيزﷲ, Qeshlāq-e Ḩājjī Allāhverdī, حاجّی عَزيز اَقا, قِشلاقِ حاجّی اَلّاهوِردی) är en ort i Iran.   Den ligger i provinsen Ardabil, i den nordvästra delen av landet, 500 km nordväst om huvudstaden Teheran. Ḩājj ‘Azīzollāh ligger 322 meter över havet och antalet invånare är 126.
Terrängen runt Ḩājj ‘Azīzollāh är kuperad söderut, men norrut är den platt. Runt Ḩājj ‘Azīzollāh är det ganska tätbefolkat, med 93 invånare per kvadratkilometer. Närmaste större samhälle är Qeshlāq-e Khalīfehlū, 8,8 km nordväst om Ḩājj ‘Azīzollāh. Trakten runt Ḩājj ‘Azīzollāh består till största delen av jordbruksmark.